# Марко Георгиевич
Марко Георгиевич Везьов е български търговец, собственик на търговска кантора във Влашко, постъпил на сръбска дипломатическа служба.

## Биография
Марко Георгиевич Везьов е роден около 1795 година в Банско. По баща е от рода Везьови, а по майка от рода Герман - братовчед е на Михаил Герман, Лазар Герман и Иван Герман. Още млад напуска Банско и се установява в Букурещ, където се занимава с търговия и забогатява. В 1821 година, по препоръка на Михаил Герман, е назначен от Милош Обренович за сръбски дипломатически представител във Виена. Изпращан е на важни дипломатически мисии.
Марко Георгиевич поддържа контакти с братовчед си Неофит Рилски и подпомага издаването на книгите му, както и тези на Неофит Бозвели. Около 1836 година дарява средства за ремонт на килийното училище и за построяване на ново смесено и класно училище в Банско, което е завършено в 1858 година.
Умира в 1860 година.